# Sucharit Bhakdi
Sucharit Bhakdi (สุจริต ภักดี [sut̚˨˩.t͡ɕa˨˩.rit̚˨˩ pʰak̚˦˥.diː˧], né Sucharit Punyaratabandhu, สุจริต บุณยรัตพันธุ์, le 1er novembre 1946, à Washington) est un microbiologiste thaï et allemand à la retraite.
En 2020 et 2021, il contribue activement à la désinformation sur la pandémie de Covid-19.

## Biographie
Il a été professeur à l'université Johannes-Gutenberg de Mayence, où de 1991 à 2012, il a dirigé l'Institut de microbiologie et d'hygiène médicales. L'université s'est ensuite dissociée du point de vue de Bhakdi sur la pandémie de Covid-19. En 2022, le ministère des Sciences de Rhénanie-Palatinat envisage de lui retirer son titre de professeur.
En mars 2020, il adresse une lettre ouverte à la chancelière Angela Merkel à propos des conséquences socio-économiques des mesures prises contre la pandémie. En novembre 2020, sa chaîne YouTube est fermée pour infraction répétée à la règle interdisant la désinformation sur les questions de santé.
Pendant les élections fédérales allemandes de 2021, il est candidat pour le parti Basisdemokratische Partei Deutschland (de) (Die Basis).
En 2021, il tient un discours trompeur et infondé à propos des vaccins à ARN utilisés contre la pandémie. À plusieurs reprises, il tient des propos relevant de la désinformation sur la pandémie de Covid-19, à propos des masques et des vaccins,.
En 2022, il est inculpé d'incitation à la haine contre les Juifs et de minimisation de l'holocauste,. Il est acquitté de cette accusation en première instance. Le représentant du procureur général annonce qu'il va faire appel de cette décision.

## Publications
- Schreckgespenst Infektionen. Mythen, Wahn und Wirklichkeit. Goldegg, Berlin/Vienne, 2016  (ISBN 978-3-903090-66-8).
- Corona Fehlalarm? Zahlen, Daten und Hintergründe. Goldegg, Berlin/Vienne, 2020  (ISBN 978-3-99060-191-4).
- Corona Unmasked. Neue Daten, Zahlen, Hintergründe. Goldegg, Berlin/Vienne, 2021  (ISBN 978-3-99060-231-7).